# Classe Diane (1916)
Pour les autres classes de navires du même nom, voir Classe Diane.
La classe Diane (1916) est une classe de sous-marins de la Marine nationale française, construits à Cherbourg suivant les plans de l'ingénieur Jean Ernest Simonot. Ils ont servi durant la Première Guerre mondiale, durant laquelle l'un d'entre eux, la Diane (Q107), le navire de tête de la classe, a été perdu corps et biens.

## Unités
| Nom           | Constructeur         | Quille       | Lancé             | Armé             | Statut                                                                |
| ------------- | -------------------- | ------------ | ----------------- | ---------------- | --------------------------------------------------------------------- |
| Diane (Q107)  | Arsenal de Cherbourg | 16 août 1913 | 30 septembre 1916 | 25 juillet 1917  | Perdue le 11 février 1918 dans l'océan Atlantique                     |
| Daphné (Q108) | Arsenal de Cherbourg | 16 août 1913 | 25 octobre 1915   | 22 novembre 1916 | Condamnée le 24 juillet 1935 et vendue pour démolition à Toulon (Var) |